# Cornești (Moldavia)
Cornești è una città della Moldavia situato nel distretto di Ungheni di 3.284 abitanti al censimento del 2004 dei quali 2.781 risiedono nella località omonima e costituiscono la popolazione urbana.

## Località
La città e formata dall'insieme delle seguenti località (popolazione 2004):
- Cornești (2.781 abitanti)
- Romanovca (503 abitanti)